# 萨瓦内塔 (委内瑞拉)
萨瓦内塔是委内瑞拉巴里纳斯州的一座城市，人口约2500人（1990年）。
委内瑞拉总统乌戈·查韦斯出生于该市。